# Sebastian Fuchsberger
Sebastian Fuchsberger (né en 1971 à Salzbourg) est un tromboniste et chanteur classique autrichien.

## Biographie
Venant d'une famille de Koppl, il étudie le trombone de 1988 à 1996 auprès de Friedrich Unterberger, Horst Küblböck, Rudolf Josel  au Mozarteum et à l'académie de musique et des arts du spectacle de Vienne.
À côté, il est tromboniste, chanteur, arrangeur et compositeur dans les groupes Mnozil Brass de 1992 à 2005 et de Global Kryner de 2002 à 2008, groupes dont il est un fondateur.
Entre 1994 et 2004, il participe à des concerts et à des enregistrements avec l'Orchestre philharmonique de Vienne, l'Orchestre symphonique de Vienne, l'Orchestre philharmonique de Saint-Pétersbourg, l'Orchestre symphonique de la radio de Vienne, l'Opéra populaire de Vienne, le Klangforum Wien, l'Orchestre de chambre de Vienne, le Burgtheater et des groupes comme le Vienna Art Orchestra. Il a un engagement avec l'orchestre du Wiener Staatsoper lors de la saison 1996-1997.
De 1997 à 2002, il étudie le chant. Il travaille avec l'Arnold Schoenberg Chor et le chœur du Wiener Staatsoper et comme soliste pour le Burgtheater. Il chante aussi dans des groupes comme Mnozil Brass, Global Kryner, Pro Brass, Alegre Corrêa, Gansch & Roses et da Blechhauf'n. En 2007, il travaille avec Erika Stucky pour son projet "Suicidal Yodels".
À partir de 2008, il se consacre exclusivement au chant classique. En septembre 2010, il est engagé au sein de la Musikalische Komödie et de la troupe d'opérette de l'opéra de Leipzig. Pendant la saison 2013-2014, il est un membre permanent de l'Opéra de Leipzig.

## Source de la traduction
- (de) Cet article est partiellement ou en totalité issu de l’article de Wikipédia en allemand intitulé « Sebastian Fuchsberger » (voir la liste des auteurs).